# Fredrik Genz
Fredrik Genz (* 8. März 1997 in Waldbröl) ist ein deutscher Handballspieler.

## Karriere
Fredrik Genz begann das Handballspielen mit seinem Bruder beim CVJM Oberwiehl. In der Jugend spielte er Zeitweise für den VfL Gummersbach und den TuS Ferndorf. Ab 2014 lief er für den TSV Bayer Dormagen auf. Hier erhielt er zunächst nur vereinzelt Einsatzzeiten in der 2. Bundesliga. Nachdem Dormagen 2016 abgestiegen war, spielte er in der 3. Liga. 2017 wechselte er zu den Füchsen Berlin und lief dort hauptsächlich für die 2. Mannschaft auf. Vereinzelt stand er aber bereits im Tor der Bundesligamannschaft. In der Saison 2019/20 wurde er über ein Zweitspielrecht an den Zweitligisten TUSEM Essen ausgeliehen. Nachdem er mit Essen den Aufstieg in die Bundesliga erreicht hatte, kehrte er wieder zu den Füchsen zurück und stand fest im Kader der Bundesligamannschaft. 2021 stand er mit Berlin im Finale der EHF European League, scheiterte hier jedoch am SC Magdeburg und belegte den 2. Platz. 2022 wechselte er zum Zweitligisten SG BBM Bietigheim. Mit Bietigheim stieg er 2024 in die 1. Bundesliga auf. Seit dem Sommer 2025 steht er beim Zweitligisten TuS N-Lübbecke unter Vertrag.

## Privat
Genz studiert Wirtschaftsinformatik. Sein Bruder Jó Gerrit Genz spielt ebenfalls professionell Handball.